# Swire Group

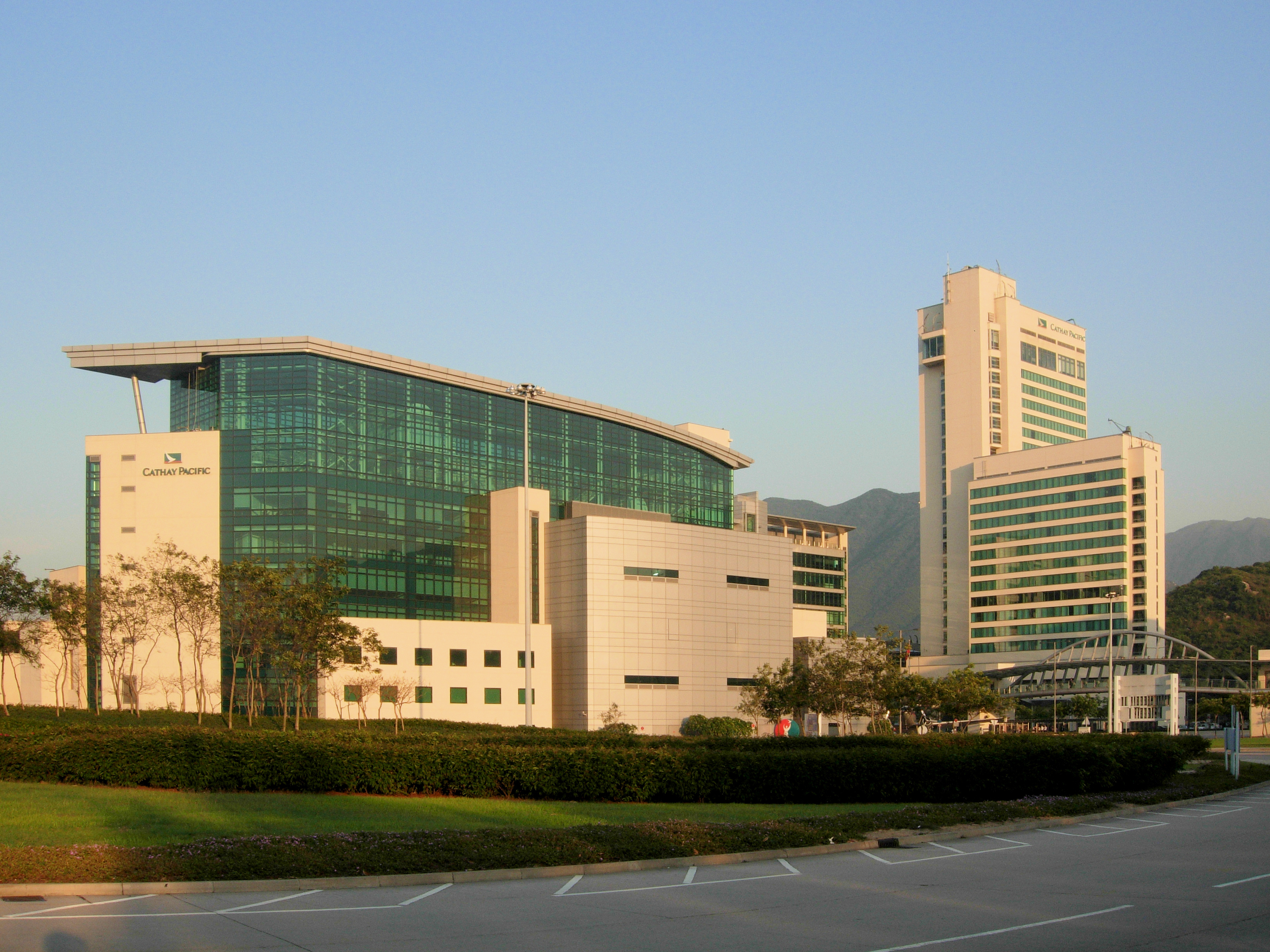
Штаб-квартира Cathay Pacific в Гонконге

Swire Group — британская многопрофильная корпорация со штаб-квартирой в Гонконге и зарегистрированным офисом в Лондоне (материнская компания John Swire & Sons). Китайское имя корпорации — Taikoo (太古), которое служит брендом для ряда гонконгских и китайских активов группы.

## История
Компания основана в 1816 году в Ливерпуле Джоном Свайром как небольшой торговый дом. В 1861 году John Swire & Sons начала вести торговлю с Китаем, а в 1866 году совместно с партнёрами учредила в Шанхае компанию Butterfield & Swire, которая через несколько лет сама открыла филиал в Гонконге. Вскоре после образования КНР (1949) Butterfield & Swire была вынуждена закрыть все свои китайские отделения, а в 1974 году владельцы переименовали её в John Swire & Sons (H.K.).

## Структура
Основные интересы Swire Group сосредоточены в области морских и авиационных перевозок, авиационного сервиса, логистики (особенно складов и портовых холодильников), жилой и торговой недвижимости, гостиничного дела, напитков и агробизнеса. Активы Swire Group расположены в Гонконге, Китае, Тайване, Вьетнаме, Филиппинах, Сингапуре, Шри-Ланке, ОАЭ, Бахрейне, Кении, Великобритании, Дании, США, Канаде, Австралии, Новой Зеландии, Папуа Новой Гвинее и России.

### Swire Pacific
Компания является основным активом Swire Group в Гонконге и котируется на Гонконгской фондовой бирже. По состоянию на март 2011 года в Swire Pacific работало более 100 тыс. человек, рыночная стоимость корпорации составляла 21,58 млрд долларов, а продажи — почти 4 млрд долларов. Swire Pacific контролирует авиакомпании Cathay Pacific и Dragonair (Hong Kong Dragon Airlines), оператора недвижимости Swire Properties, компанию по обслуживанию морских нефтегазовых месторождений Swire Pacific Offshore Holdings, грузовую судоходную компанию China Navigation Co и другие дочерние компании. Кроме того, Swire Pacific является крупнейшим боттлером (разливщиком) напитков марки Coca-Cola в Гонконге, Китае, Тайване и западной части США.

### Swire Properties
Компания владеет обширной жилой, офисной и торговой недвижимостью в Гонконге (TaiKoo Place, One Island East, Pacific Place, Island Shangri-La, Conrad International, Ocean Shores, Azura), Китае (Taikoo Hui), США и Великобритании. Через дочернюю компанию Swire Properties Hotel Holdings контролирует сеть отелей Swire Hotels в Гонконге, Китае и Великобритании.

### Swire Coca-Cola
Совместное предприятие Swire Group и The Coca-Cola Company, один из крупнейших производителей прохладительных напитков и пластиковых бутылок в Китае. По состоянию на октябрь 2021 года Swire Coca-Cola имела 18 заводов в материковом Китае, а также предприятия в Гонконге и на Тайване.

### Hong Kong Aircraft Engineering Company (HAECO)
Компания занимается обслуживанием и ремонтом самолетов и авиадвигателей в Гонконге, Сямыне, Шаньдуне и Сингапуре, а также имеет активы в производстве авиакомплектующих (HAECO ATE Component Service).

### Hong Kong United Dockyard
Совместное предприятие с Hutchison Whampoa, владеет судоверфями на острове Цинг-И (Кхуайчхин).

Кроме того, в Гонконге Swire Group принадлежат совместные предприятия Akzo Nobel Swire Paints (краски) и Goodrich Asia-Pacific (шины), компании Hong Kong Aero Engine Services, Hong Kong Airport Services, AHK Air Hong Kong, Cathay Pacific Catering Services, Airport Limousine Services, Swire Motors / International Automobiles, Swire Resources, Taikoo Maritime Services, Swire Shipping (Agencies), Swire Travel, HUD Group, Swire Beverages, Swire Coca-Cola HK, Taikoo Sugar, Vogue Laundry Service, Intermarket Agencies (Far East) и Abacus Distribution Systems.

## Галерея

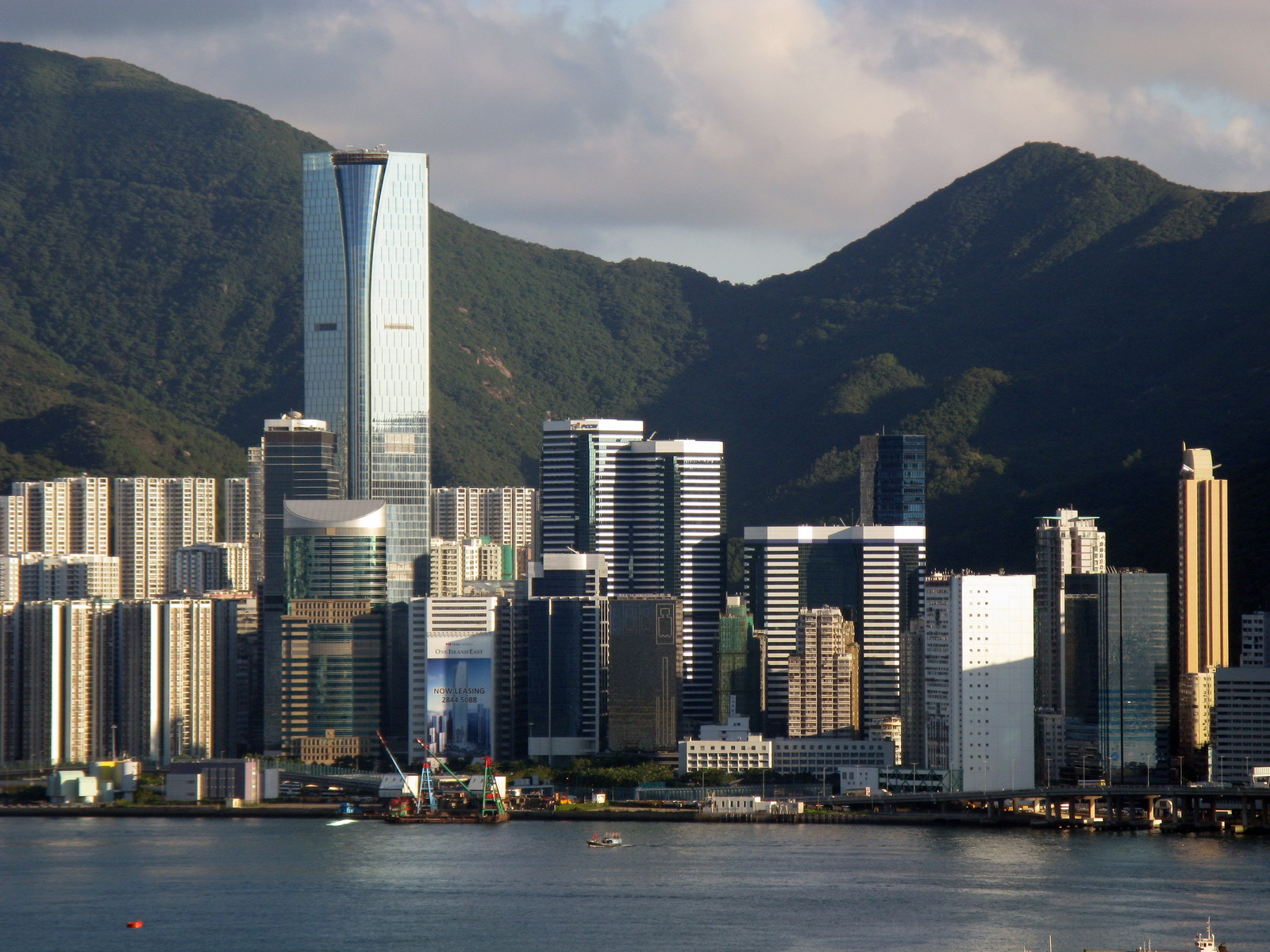
Taikoo Place в Гонконге
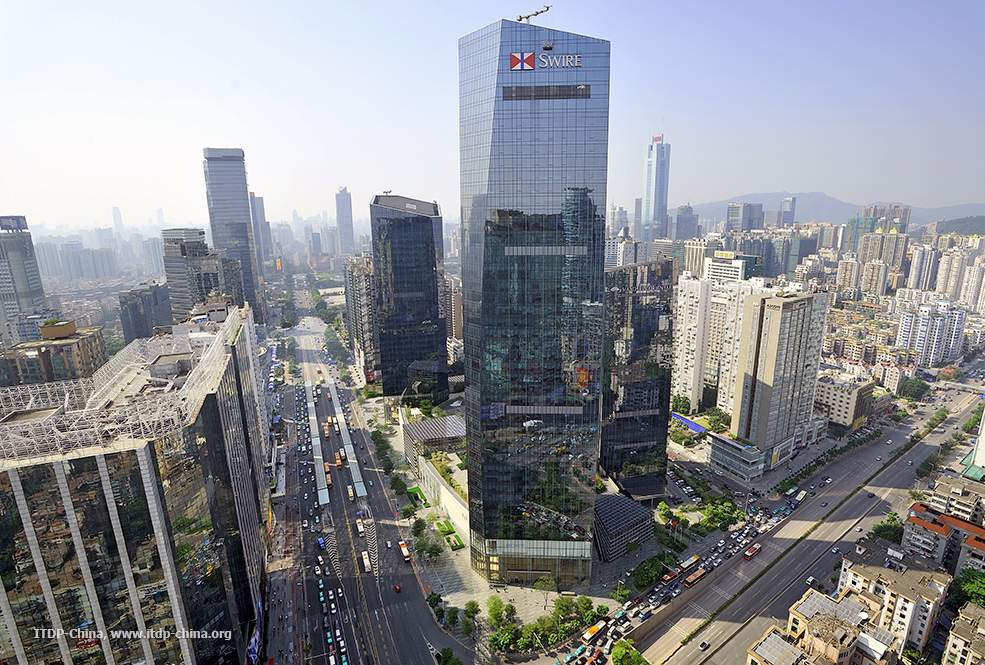
TaiKoo Hui в Гуанчжоу
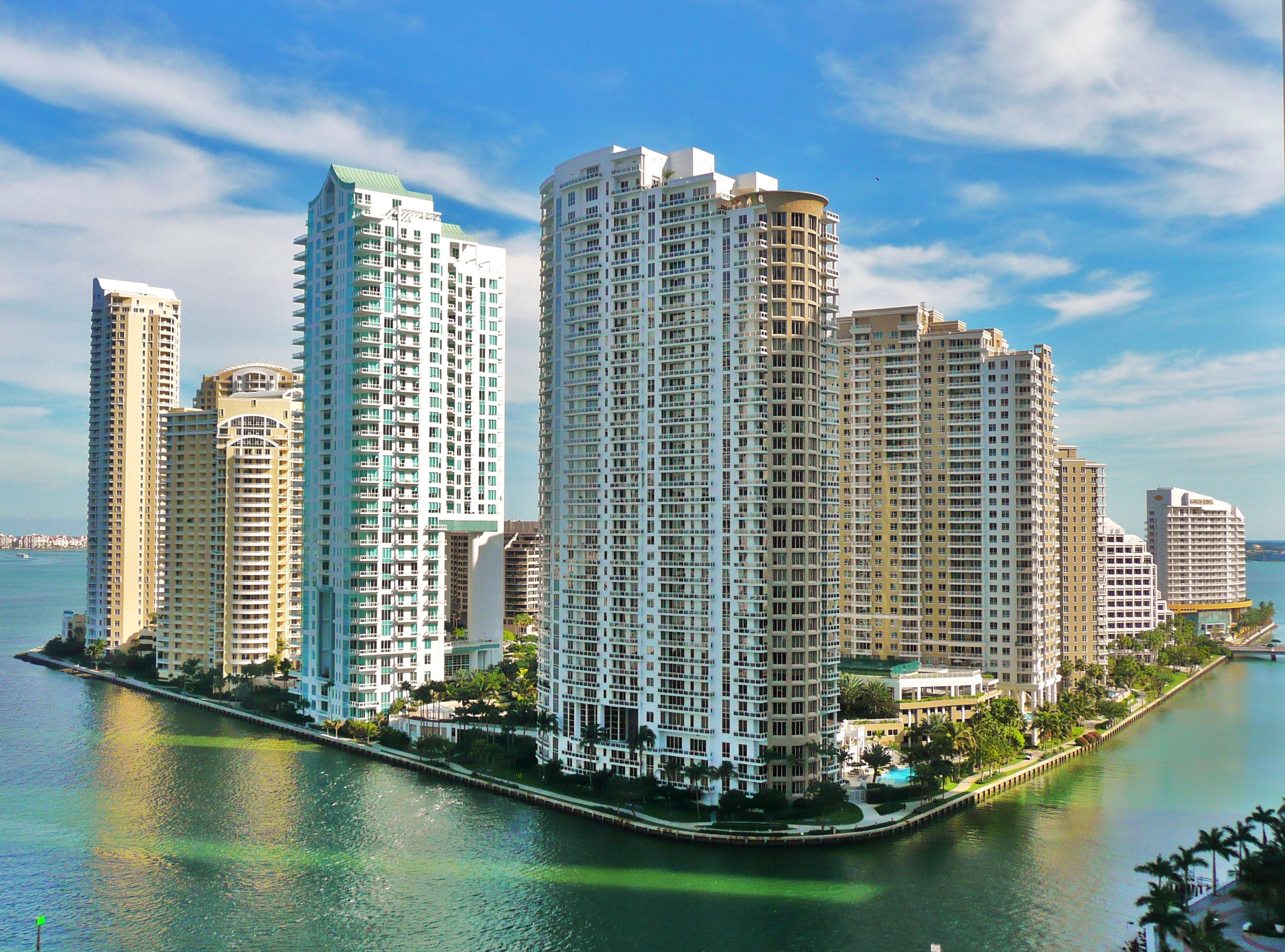
Brickell Key в Майами
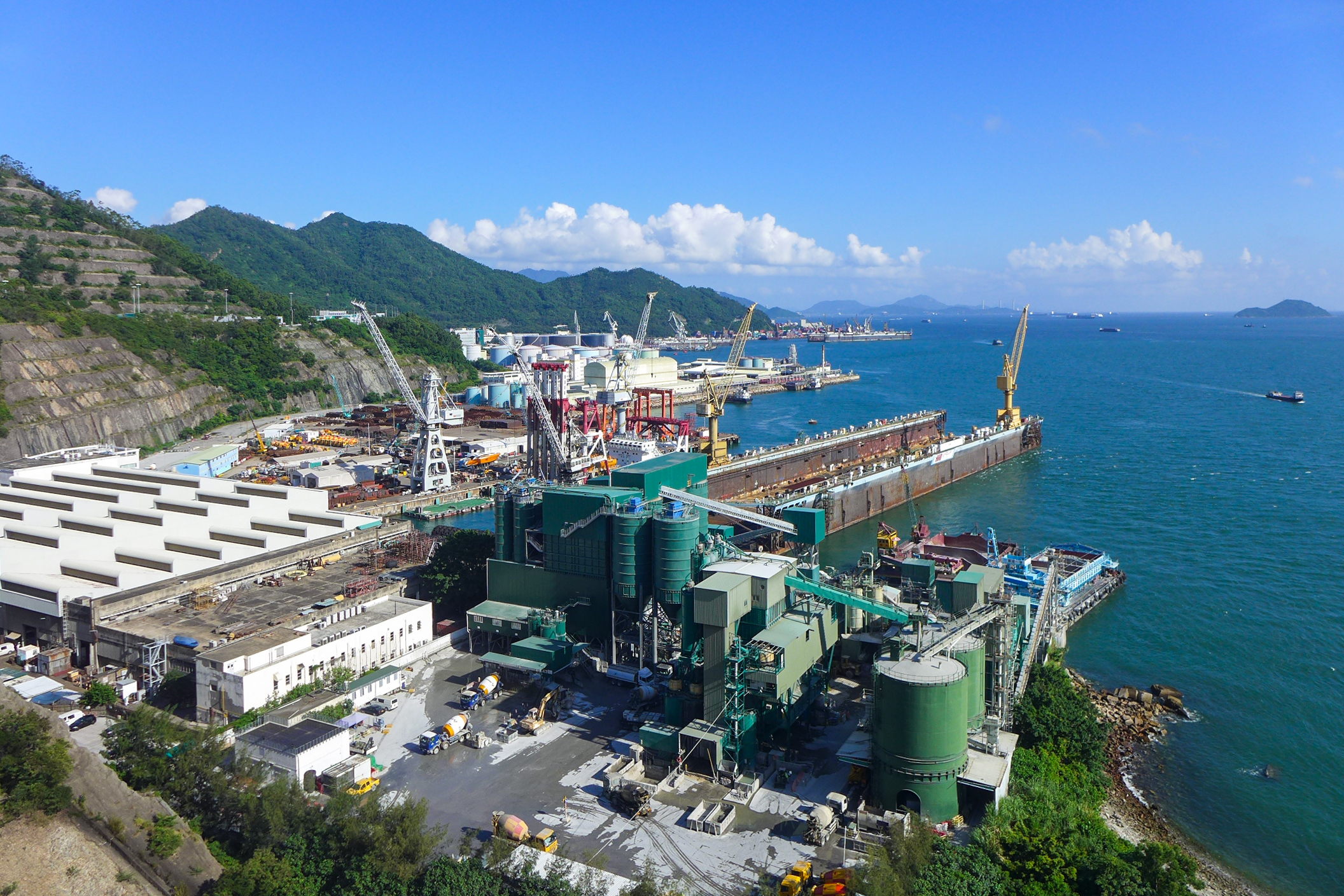
United Dockyards в Гонконге
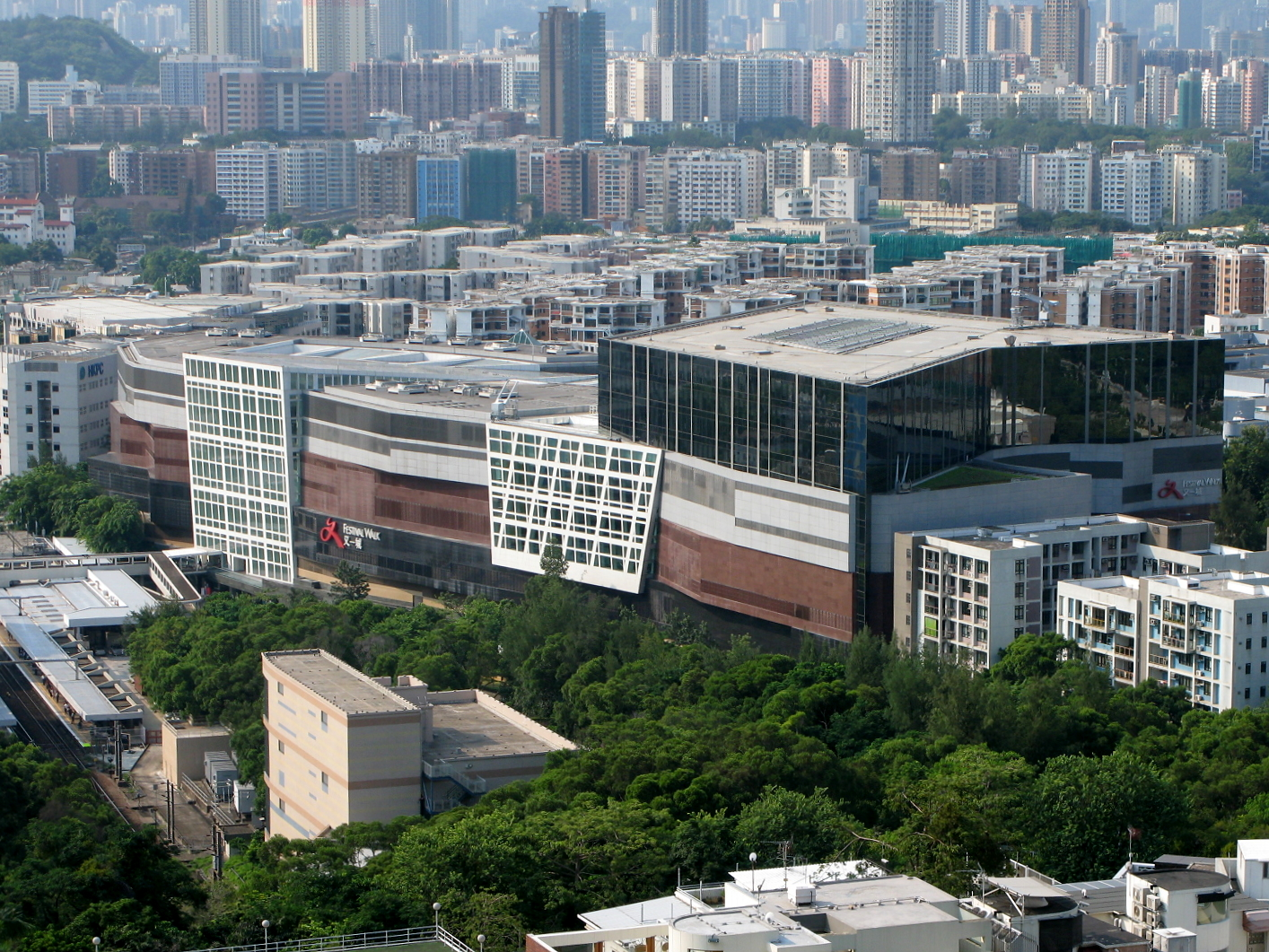
Festival Walk в Гонконге
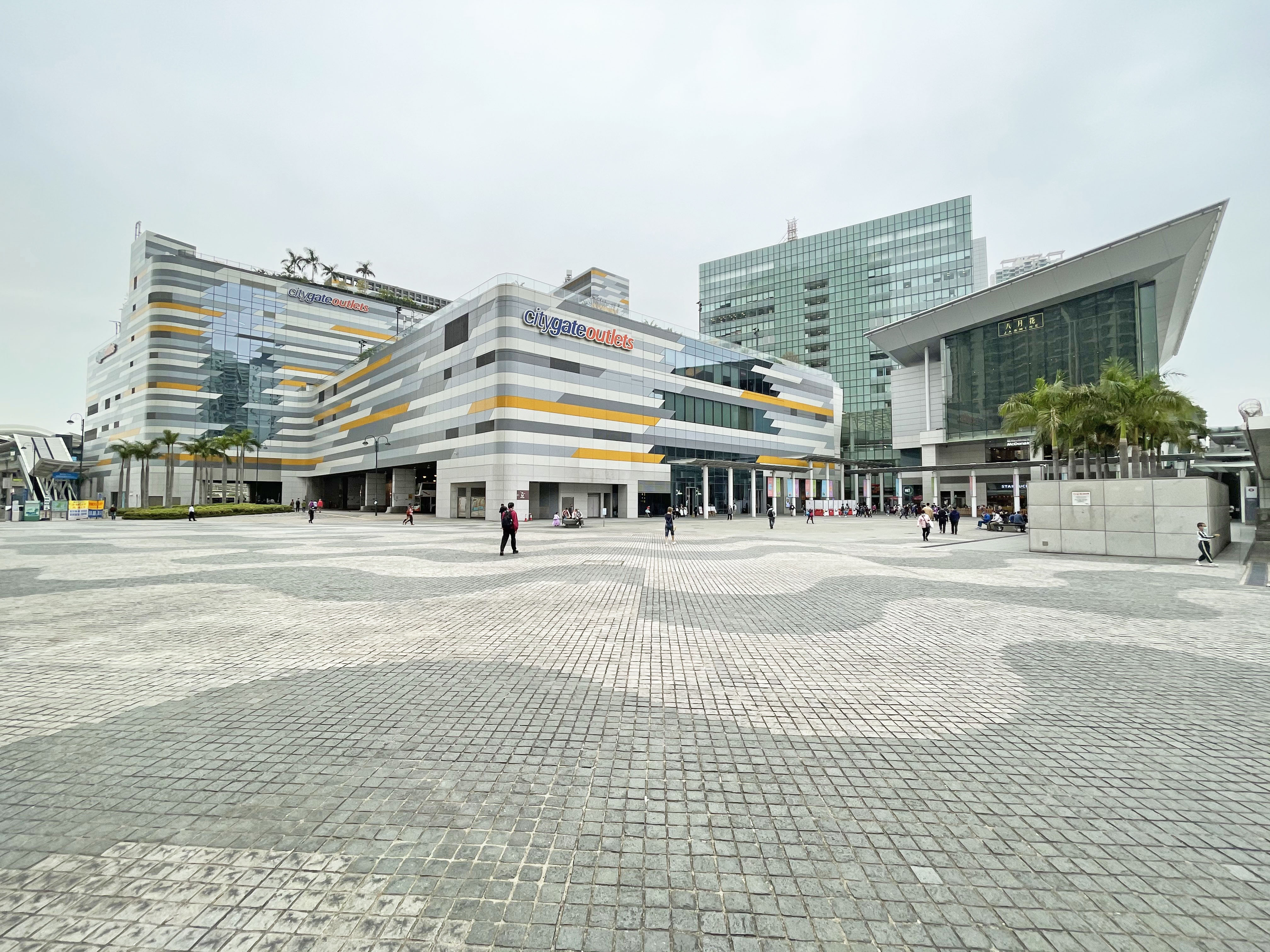
Citygate Outlets в Гонконге
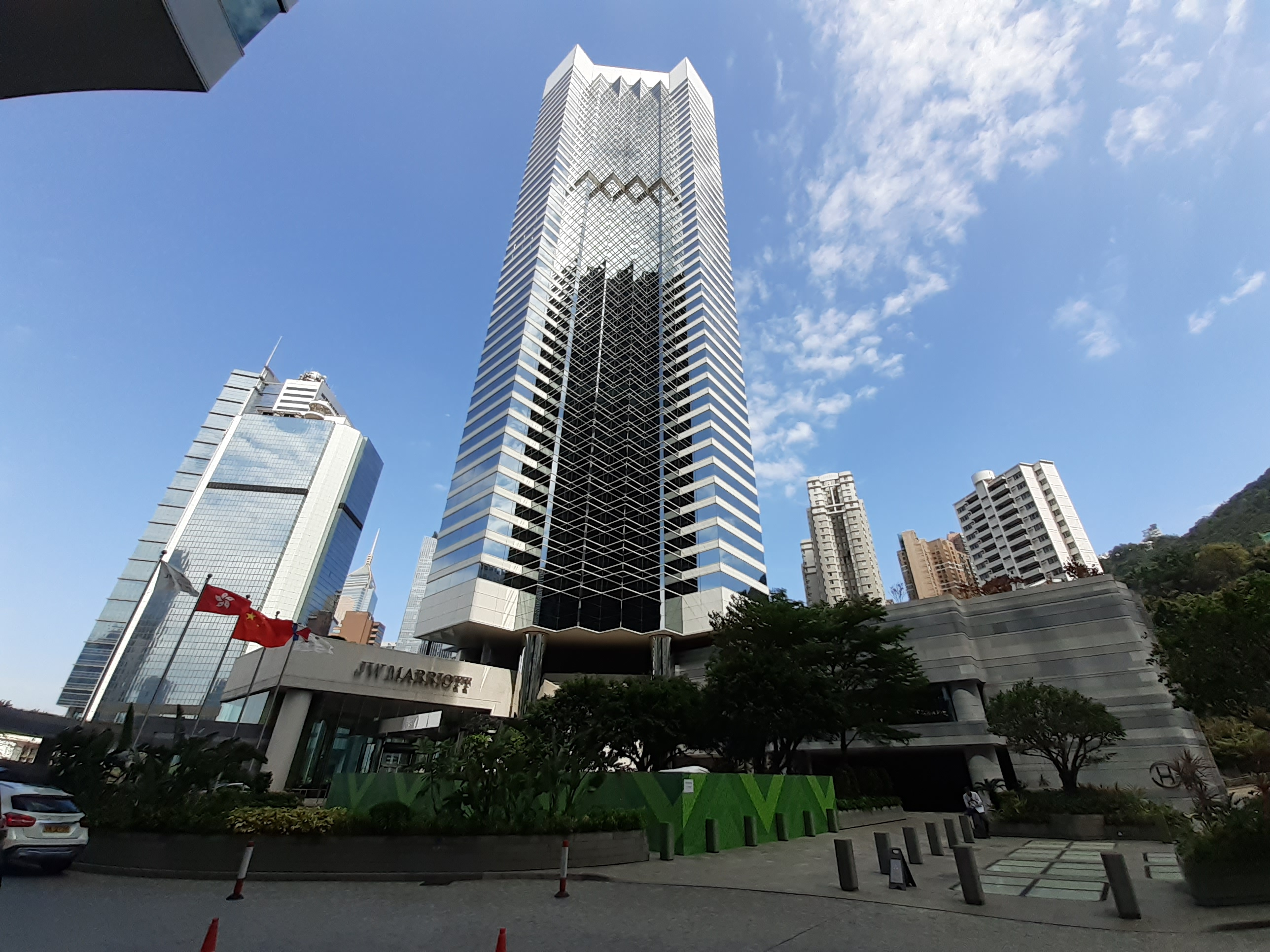
JW Marriott в Гонконге
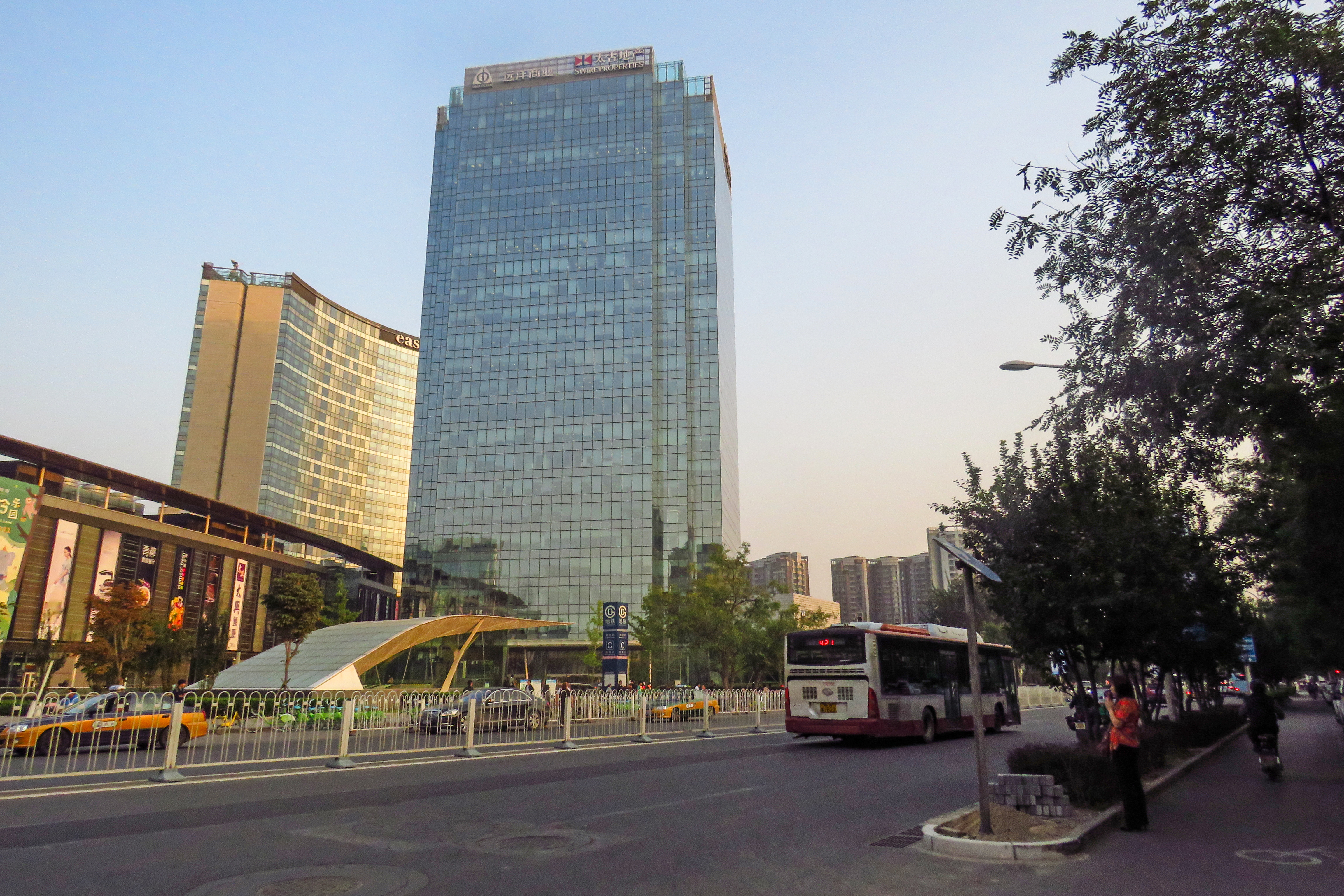
Indigo в Пекине
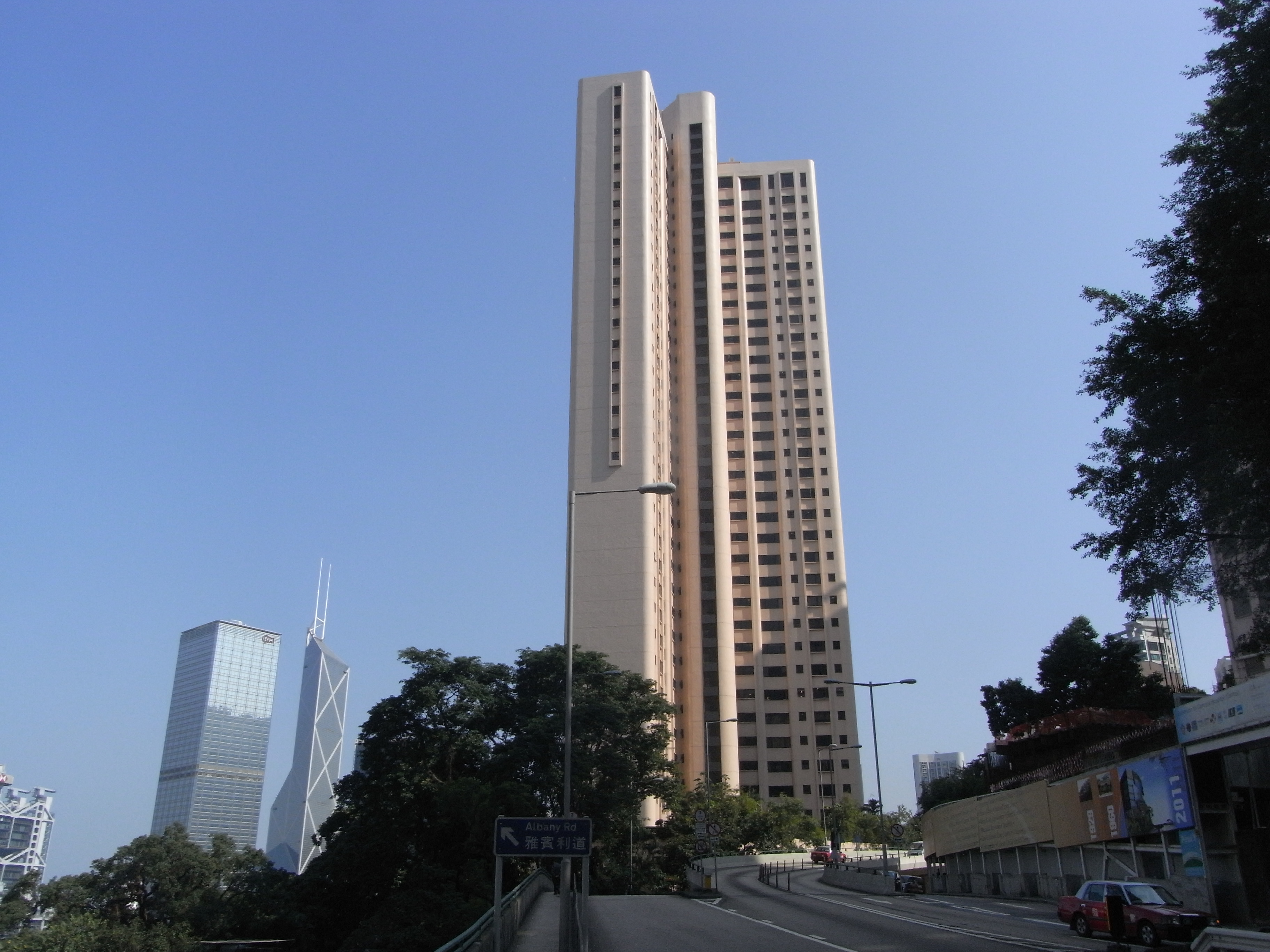
The Albany в Гонконге
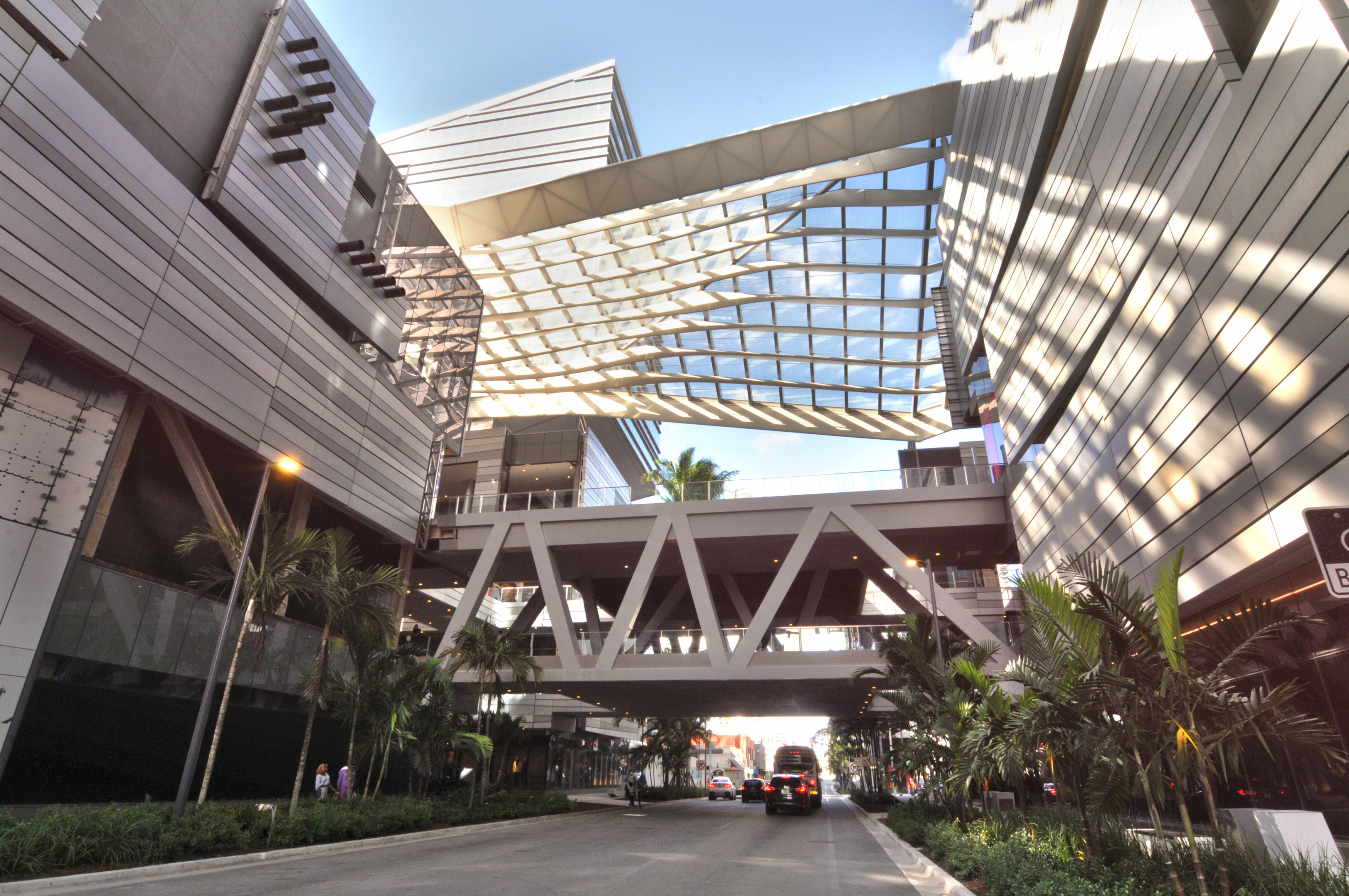
Brickell City Centre в Майами
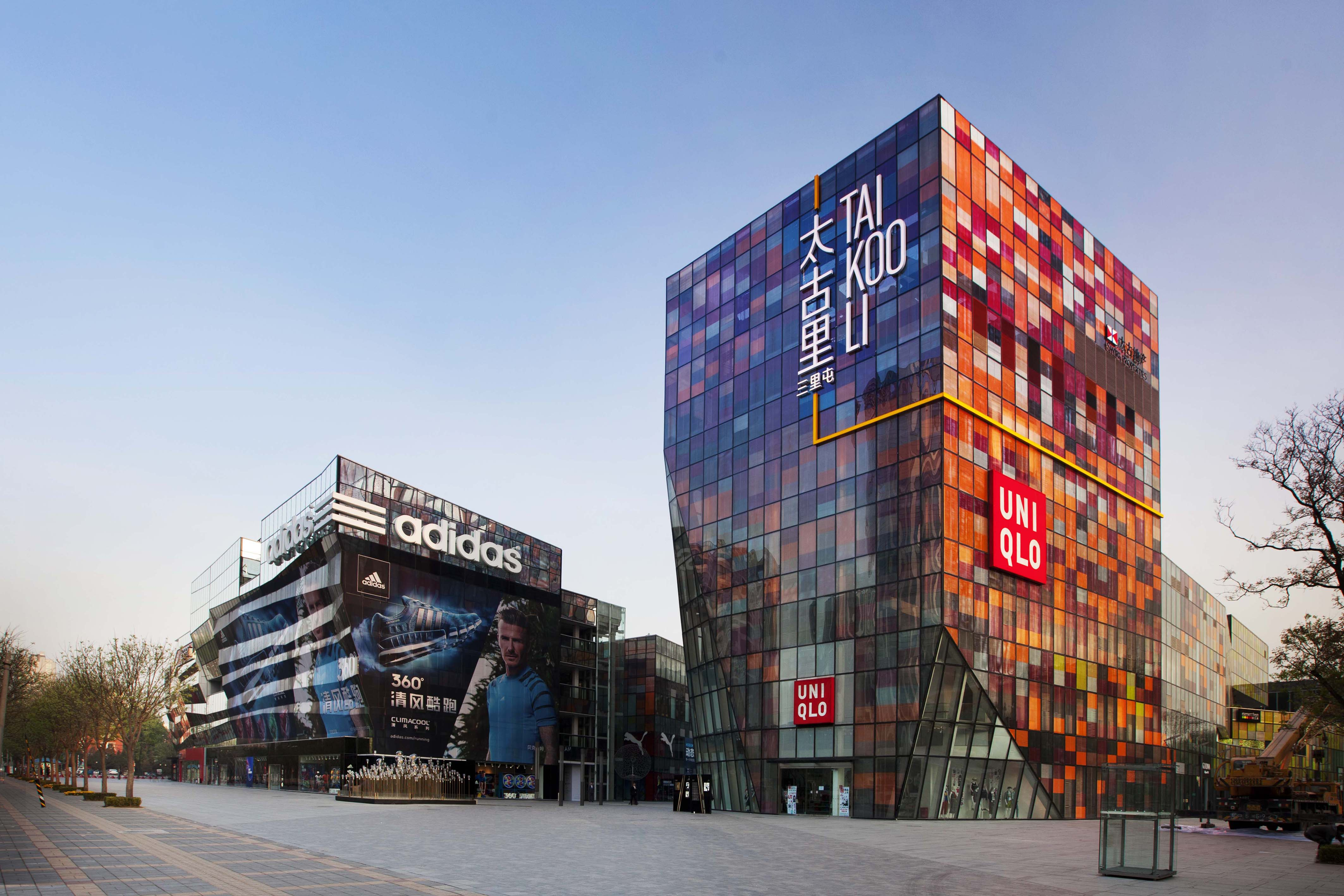
Taikoo Li Sanlitun в Пекине
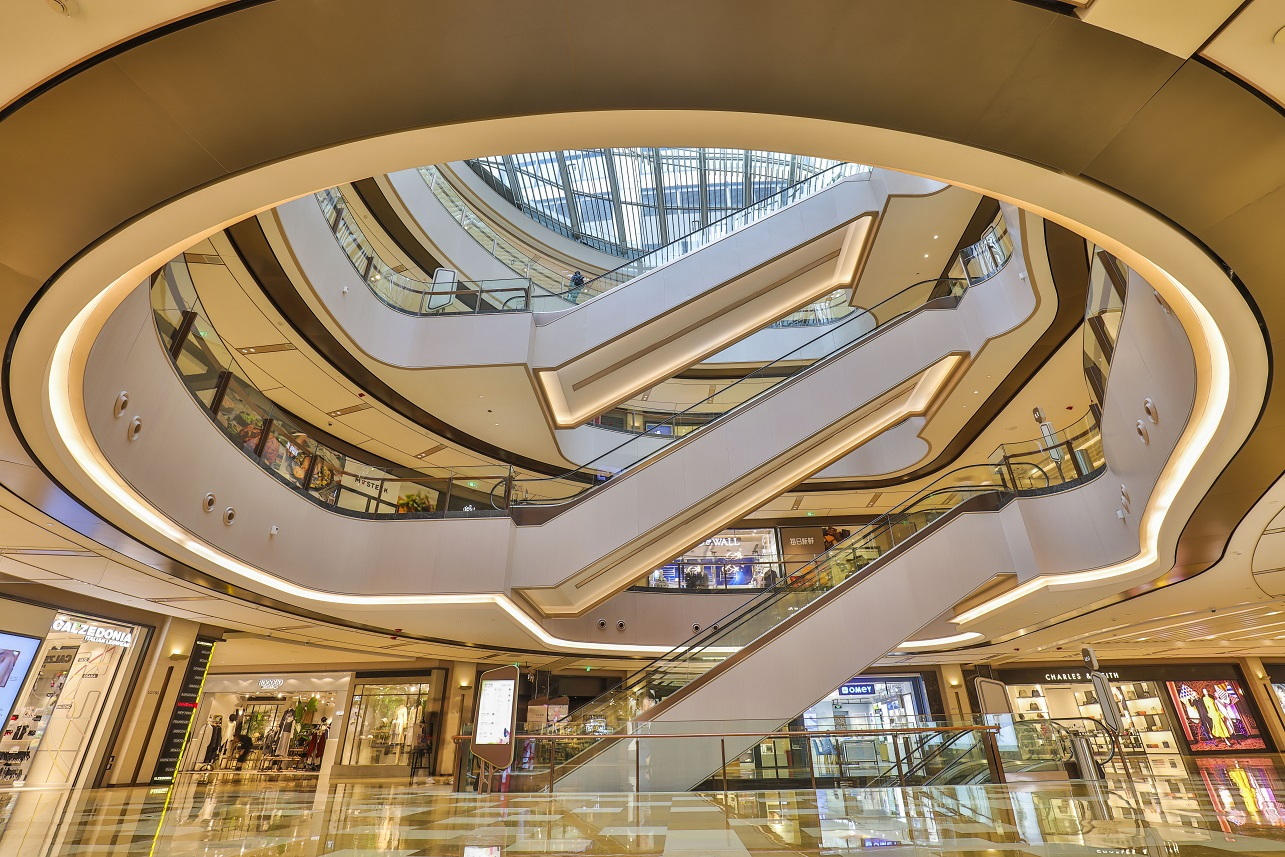
HKRI Taikoo Hui в Шанхае

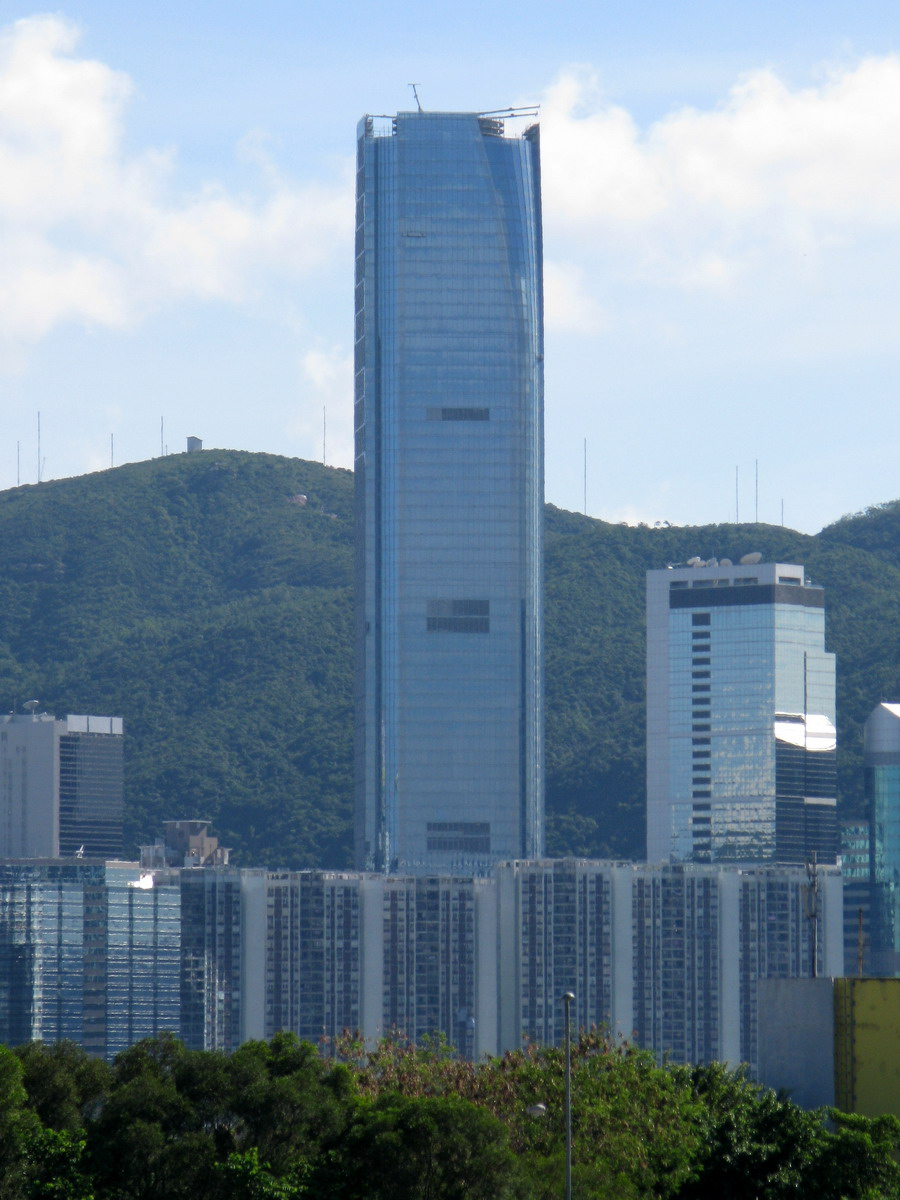
One Island East (Гонконг)
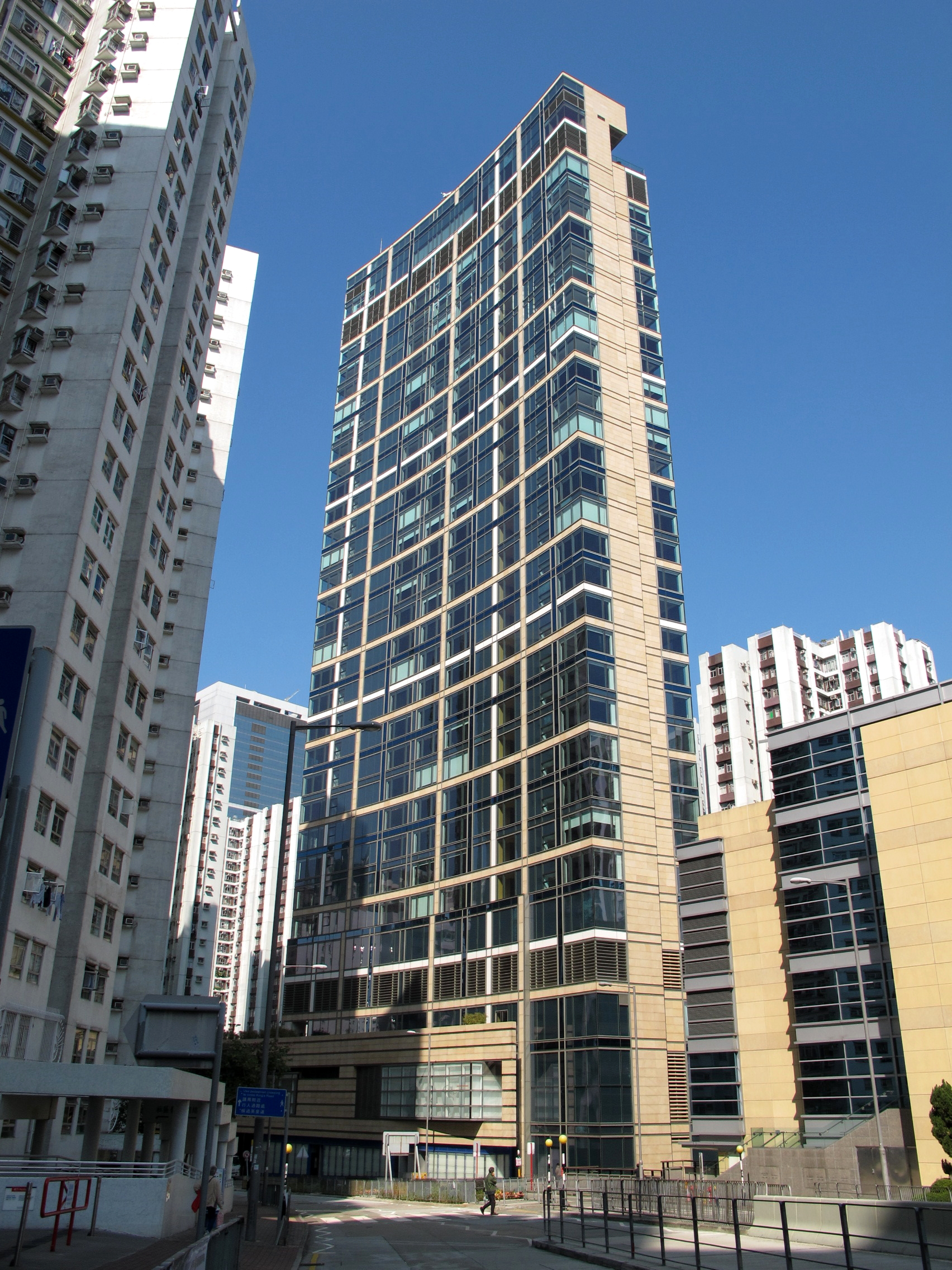
East Hotel (Гонконг)
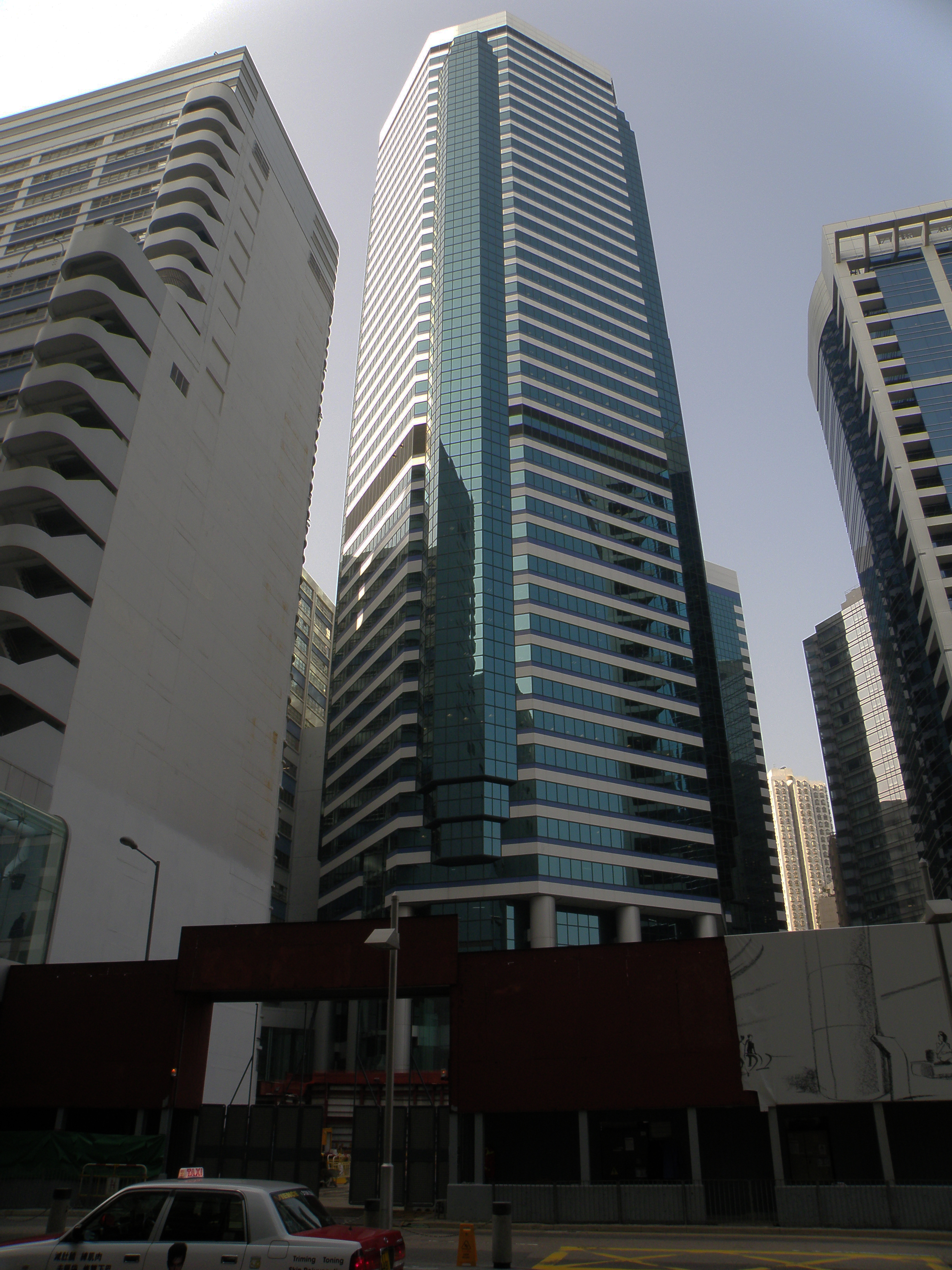
PCCW Tower (Гонконг)
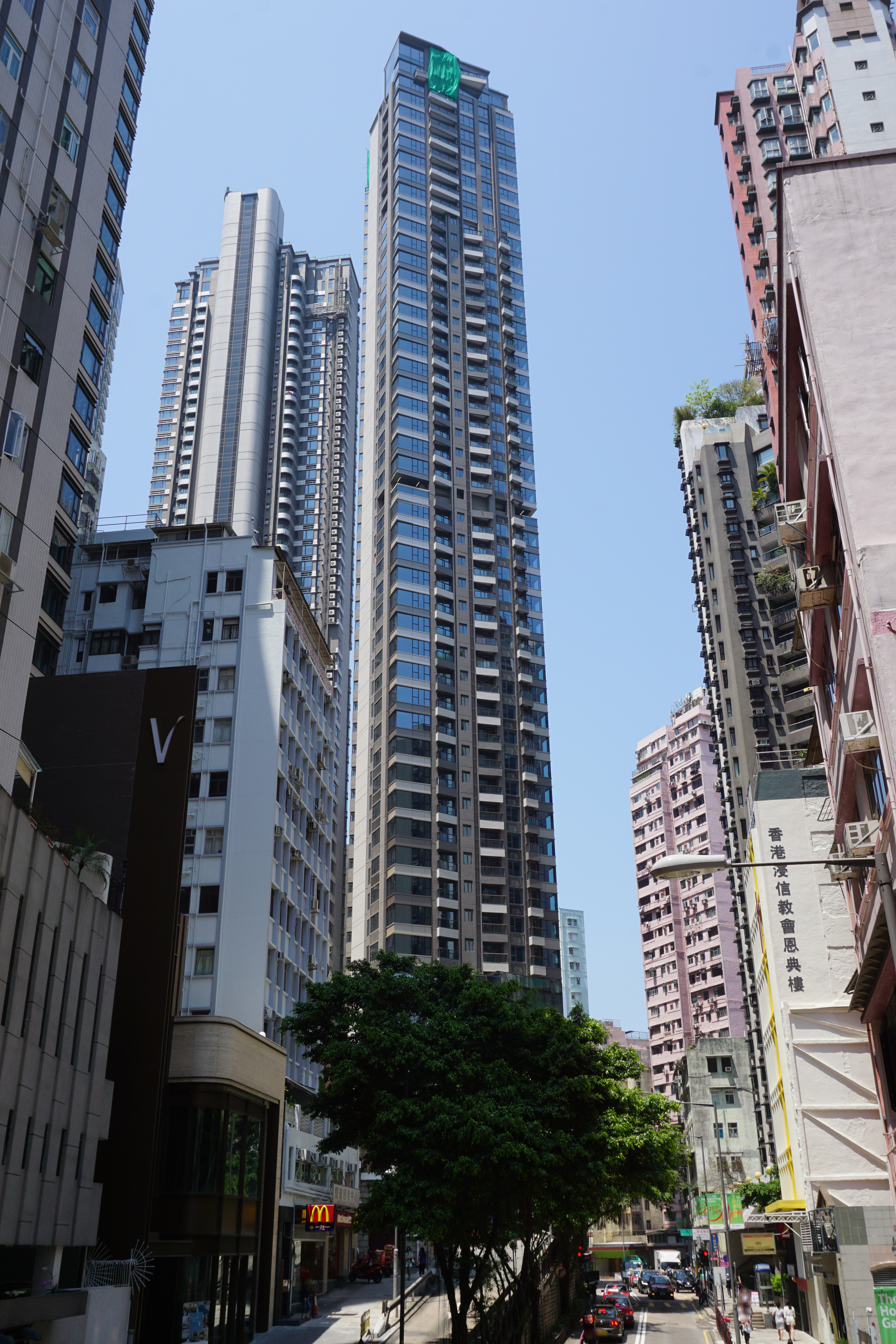
Alassio (Гонконг)
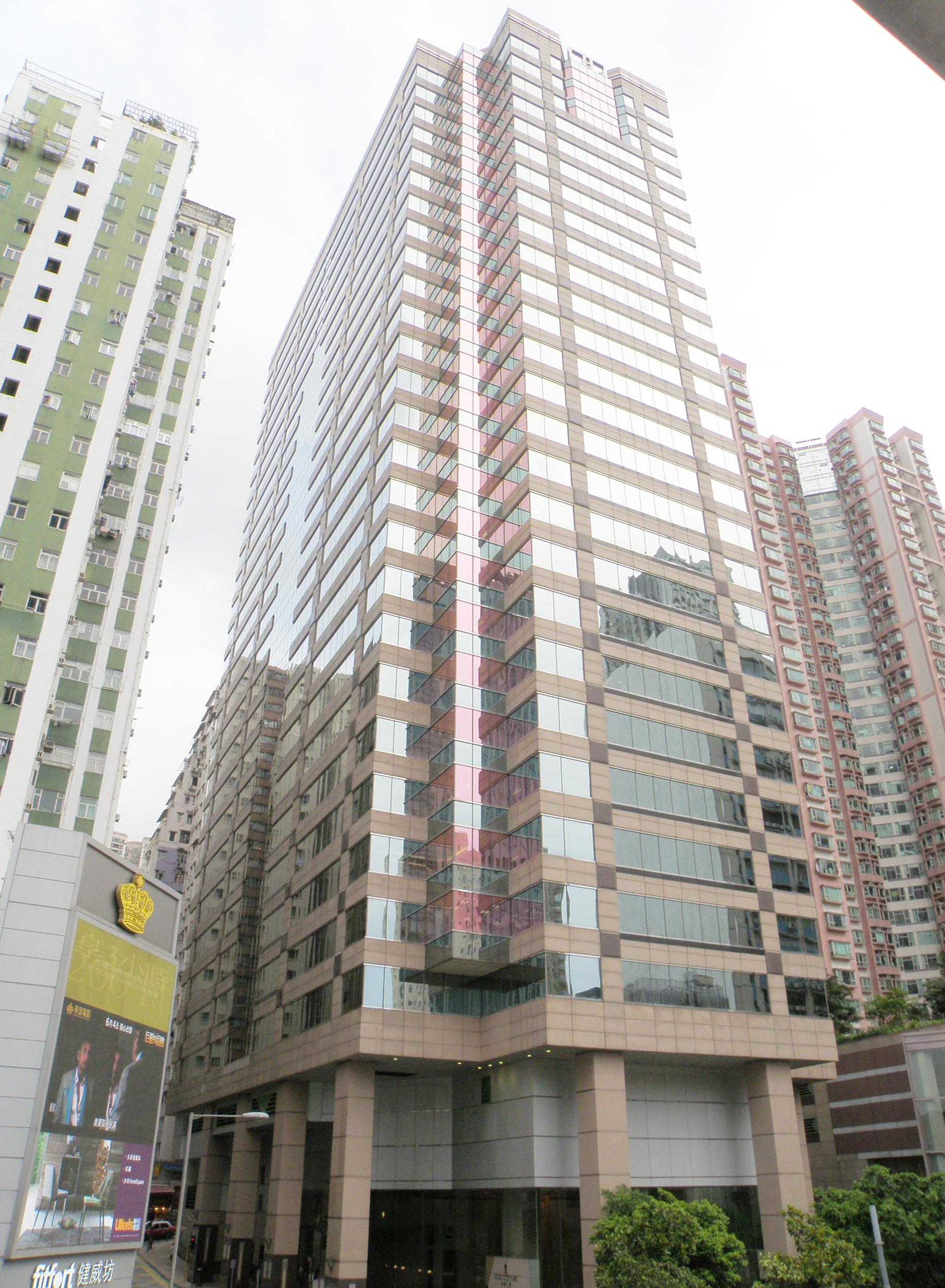
Island Place Tower (Гонконг)
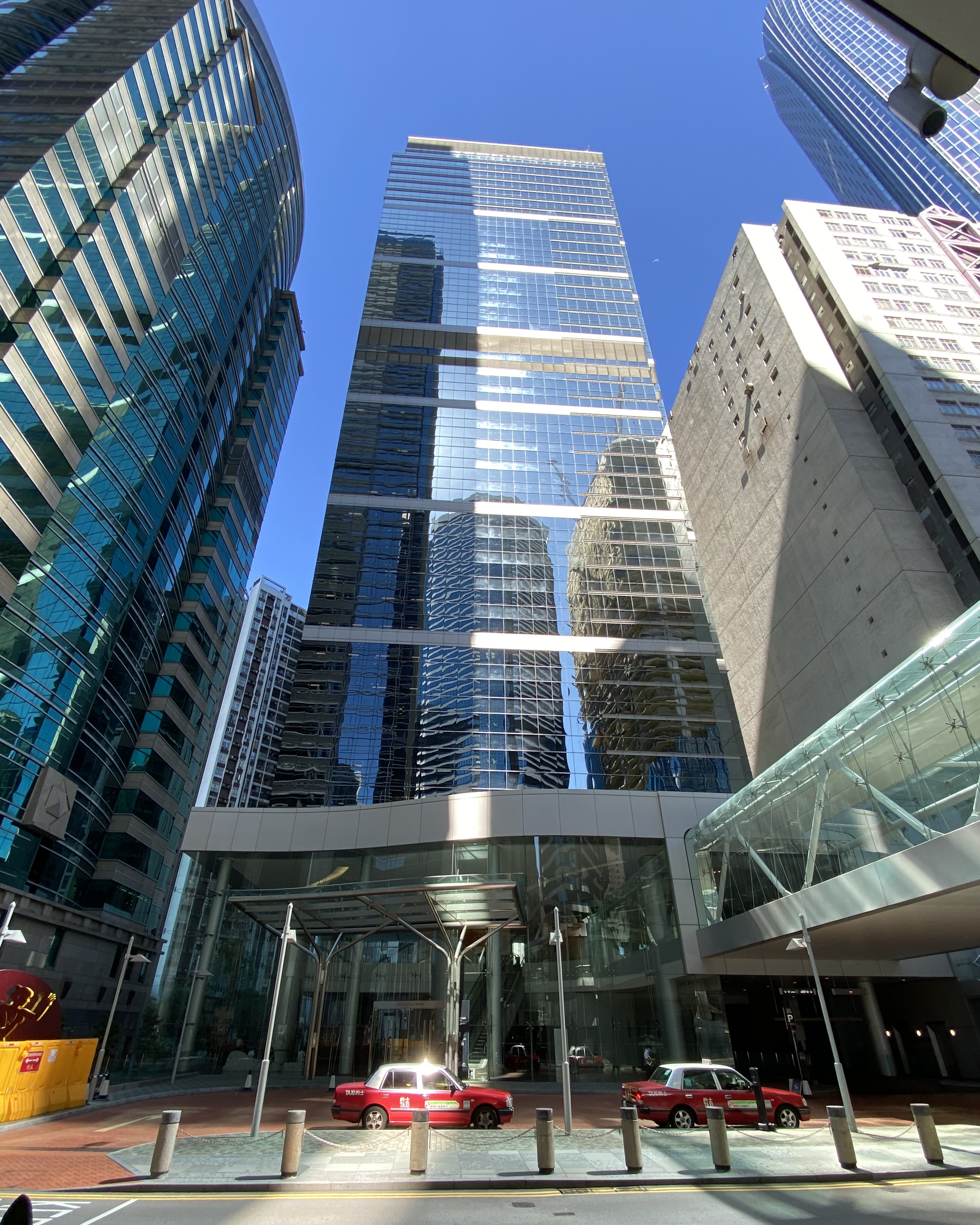
Oxford House (Гонконг)
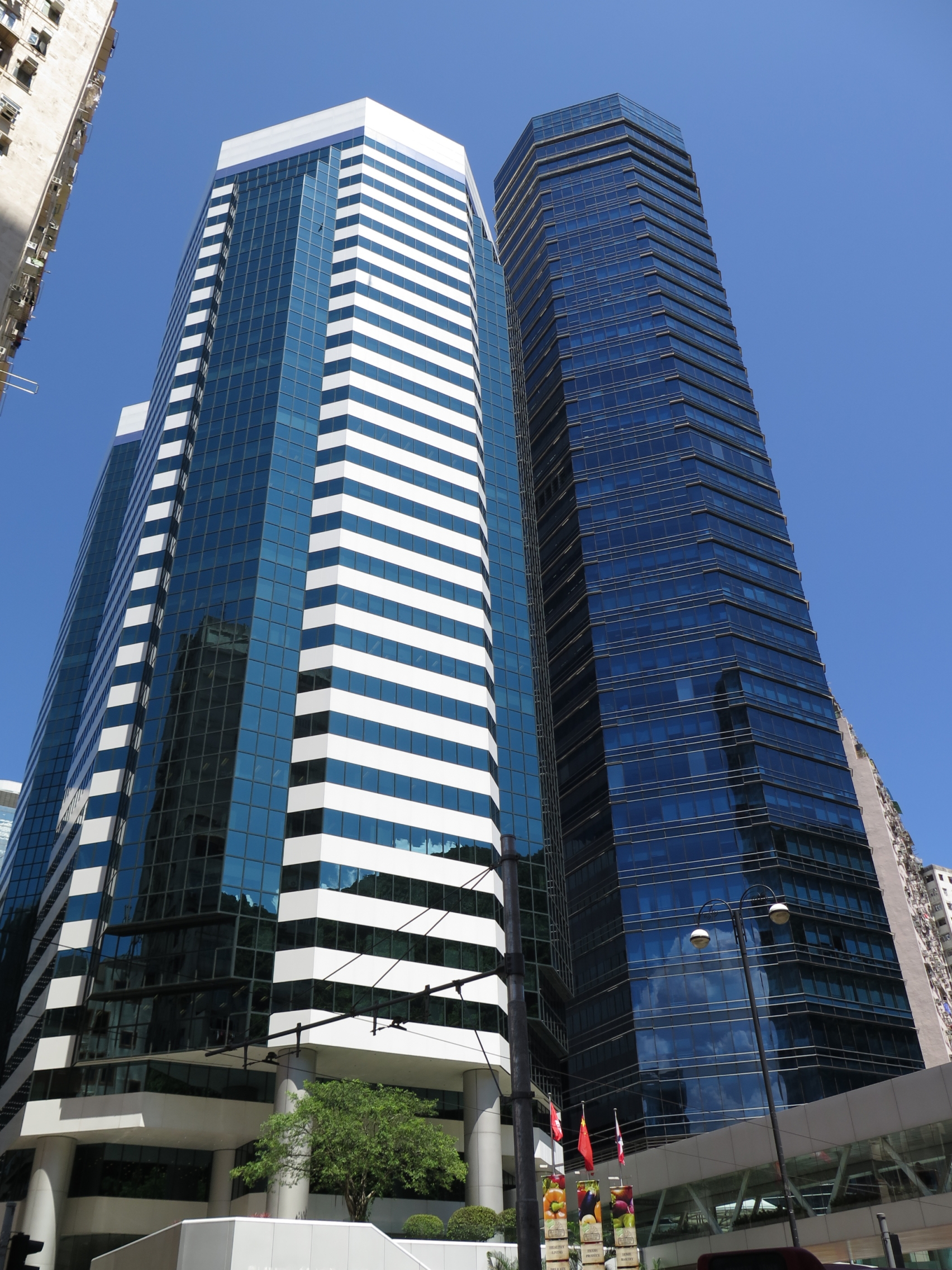
Devon House (Гонконг)
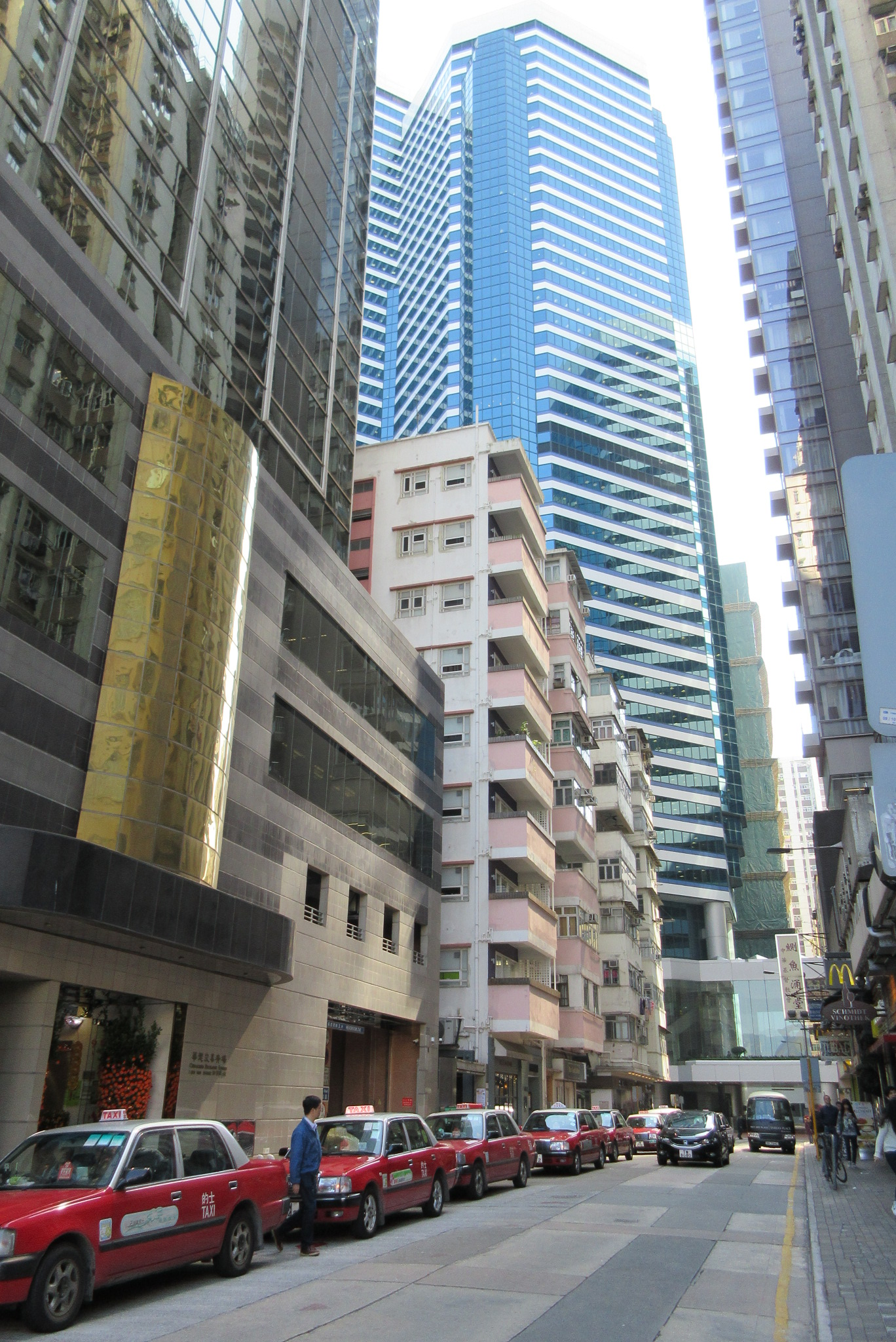
Dorset House (Гонконг)
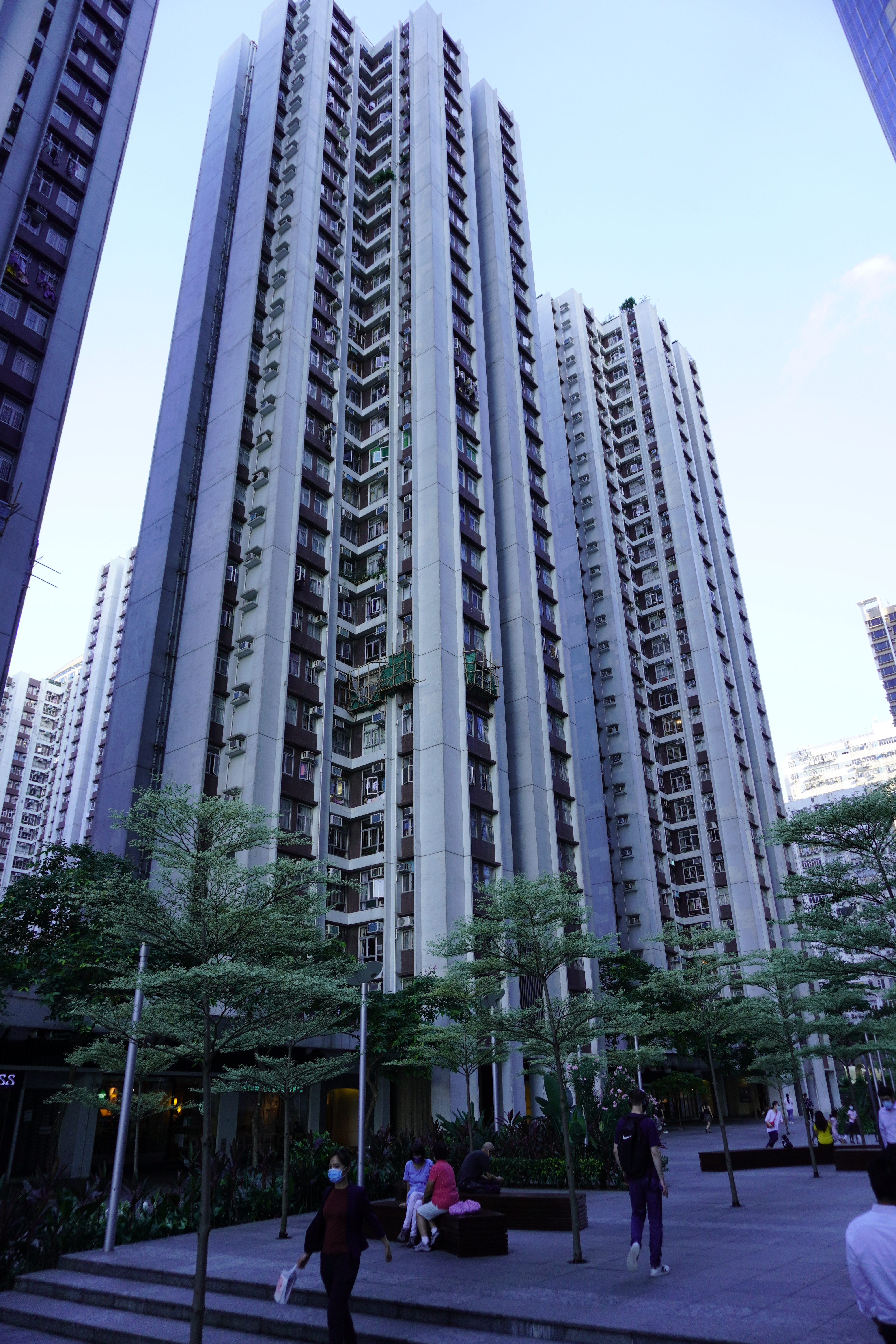
Taikoo Shing (Гонконг)
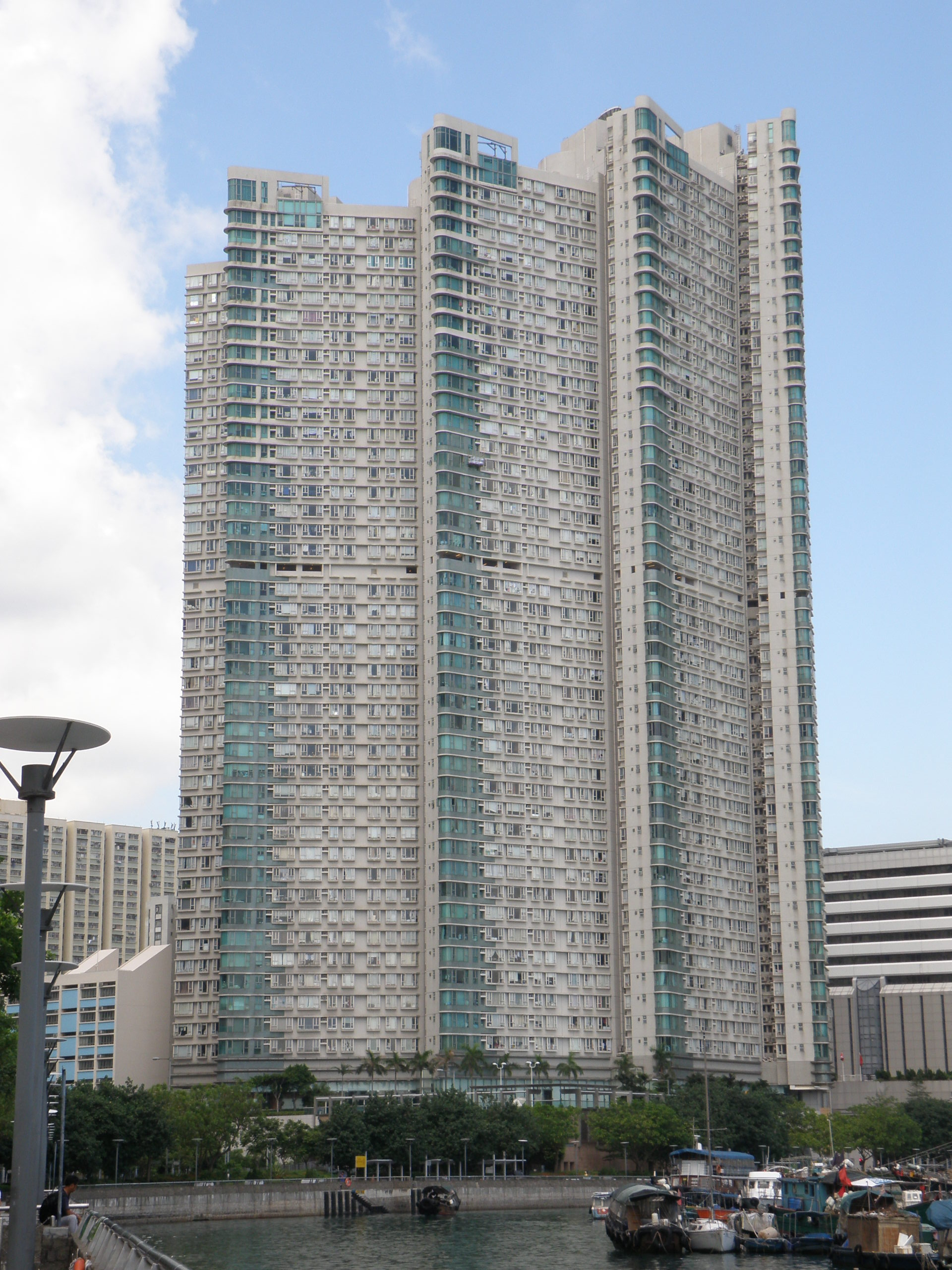
Les Saisons (Гонконг)
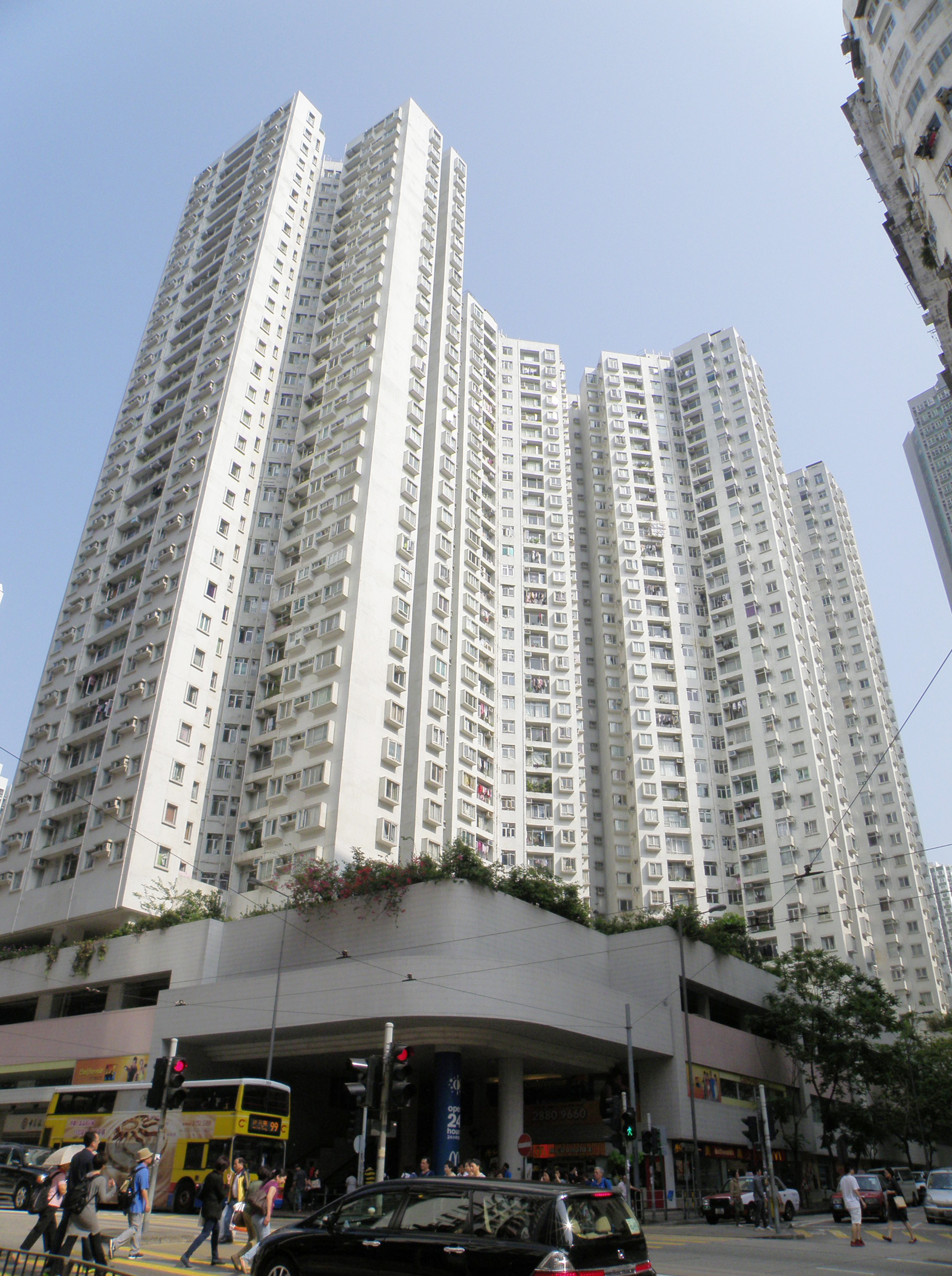
Parkvale (Гонконг)
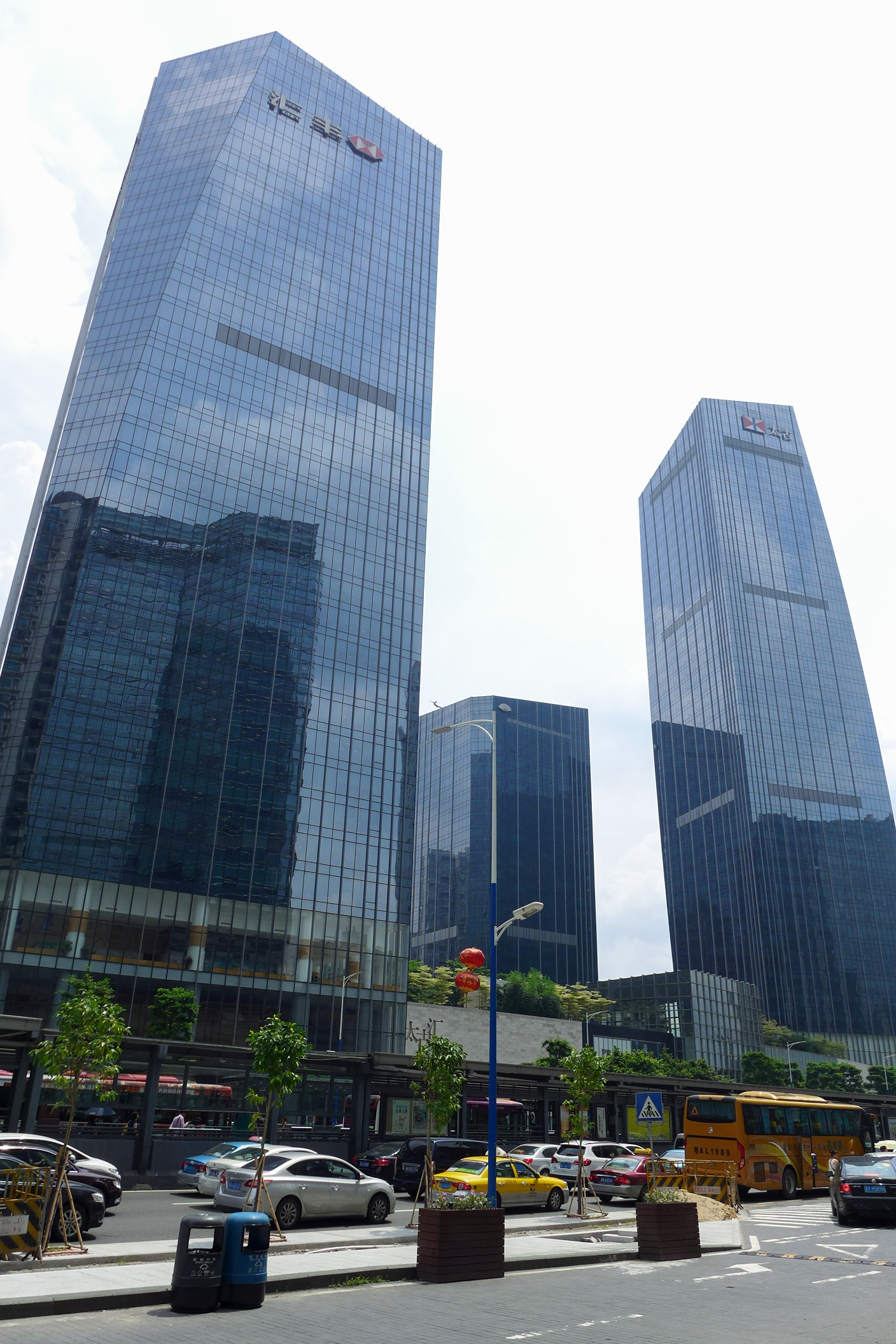
Taikoo Hui (Гуанчжоу)